# تطوير الموارد البشرية
تطوير الموارد البشرية (بالإنجليزية: Human Resource Development أو HRD) كنظرية هي إطار يعمل لتوسيع رأس المال البشري في حدود مؤسسة ما عبر تطوير كل من المؤسسة والفرد لإنجاز التقدم. ينص آدم سميث على أن «قدرة الأفراد تعتمد على مقدار اتصالهم بالتعليم». يمكن للمرء أن تطبق على المؤسسات بعينها، لكن ذلك سيحتاج لمجال أوسع بكثير حتى يغطى كلا الميدانين.

تطوير الموارد البشرية هو الاستعمال المتكامل للجهود التدريبية، والتطويرية لأجل رفع مستوى فعالية الفرد، المجموعة والمؤسسة. تطوير الموارد البشرية أو الـ HRD يقوم ببناء المهارات الأساسية التي تمكن الأفراد من تنفيذ المهام الحالية والمستقبلية عبر القيام بنشاطات تعليمية مسبقة التخطيط. تقوم المجموعات في المؤسسات باستعمال الـ HRD لأجل استهلال وادراة التغيير. يٌستعمل تطوير الموارد البشرية كذلك كضامن لوجود التوافق بين احتياجات الأفراد والمؤسسات.

## إجراءات تطوير الموارد البشرية
لا يعد تطوير الموارد البشرية مجالا فحسب، بل يعد مهنة أيضا. يتضمن تطوير الموارد البشرية عدة إجراءات يمكن تلخيصها في:
أولا: التدريب والتطوير، ألا وهو تطوير الخبرات الإنسانية لهدف رفع مستوى الأداء.
ثانيا: تطوير المؤسسة، وذلك عن طريق تقوية المؤسسة حتى تتمكن من استغلال مواردها البشرية بأكمل وجه.